# 胡江梅
胡江梅（1978年12月—），女，普米族，云南宁蒗人，中华人民共和国政治人物。现任丽江市社会主义学院专职副院长。第十四届全国政协委员。